# Hydroptila ampoda
Hydroptila ampoda är en nattsländeart som beskrevs av Ross 1941. Hydroptila ampoda ingår i släktet Hydroptila och familjen smånattsländor. Inga underarter finns listade i Catalogue of Life.